# Чин Вон Сим
Чин Вон Сим (кор. 정상현; род. 13 декабря 1965) — южнокорейская хоккеистка на траве, полевой игрок. Серебряный призёр летних Олимпийских игр 1988 года, двукратный чемпион летних Азиатских игр 1986 и 1990 годов, серебряный призёр летних Азиатских игр 1982 года.

## Биография
Чин Вон Сим родилась 13 декабря 1965 года.
В составе женской сборной Южной Кореи по хоккею на траве завоевала три медали летних Азиатских игр — серебро в 1982 году в Нью-Дели и золото в 1986 году в Сеуле и в 1990 году в Пекине.
В 1988 году вошла в состав женской сборной Южной Кореи по хоккею на траве на летних Олимпийских играх в Сеуле и завоевала серебряную медаль. Играла в поле, провела 5 матчей, мячей не забивала.
В 1989 году завоевала золотую медаль Трофея чемпионов во Франкфурте-на-Майне.